# Раковски (город)
Раковски (болг. Раковски) — город на юге Болгарии в Пловдивской области, административный центр общины Раковски.
Город образован в 1966 году в результате объединения трёх сел — Генерал Николаево, Секирово и Парчевич. Подавляющее большинство жителей города являются католиками.
| Год  | Население |
| ---- | --------- |
| 1985 | 16 441    |
| 1992 | 15 799    |
| 2000 | 16 610    |
| 2005 | 15 806    |
| 2010 | 15 265    |

## Известные жители
- Лесов, Пётр — боксёр, олимпийский чемпион и двукратный чемпион Европы.

## Политическая ситуация
Кмет (мэр) общины Раковски — Франц Генов Коков (коалиция партий: Граждане за европейское развитие Болгарии (ГЕРБ), национальное движение «Симеон Второй» (НДСВ)) по результатам выборов в правление общины.

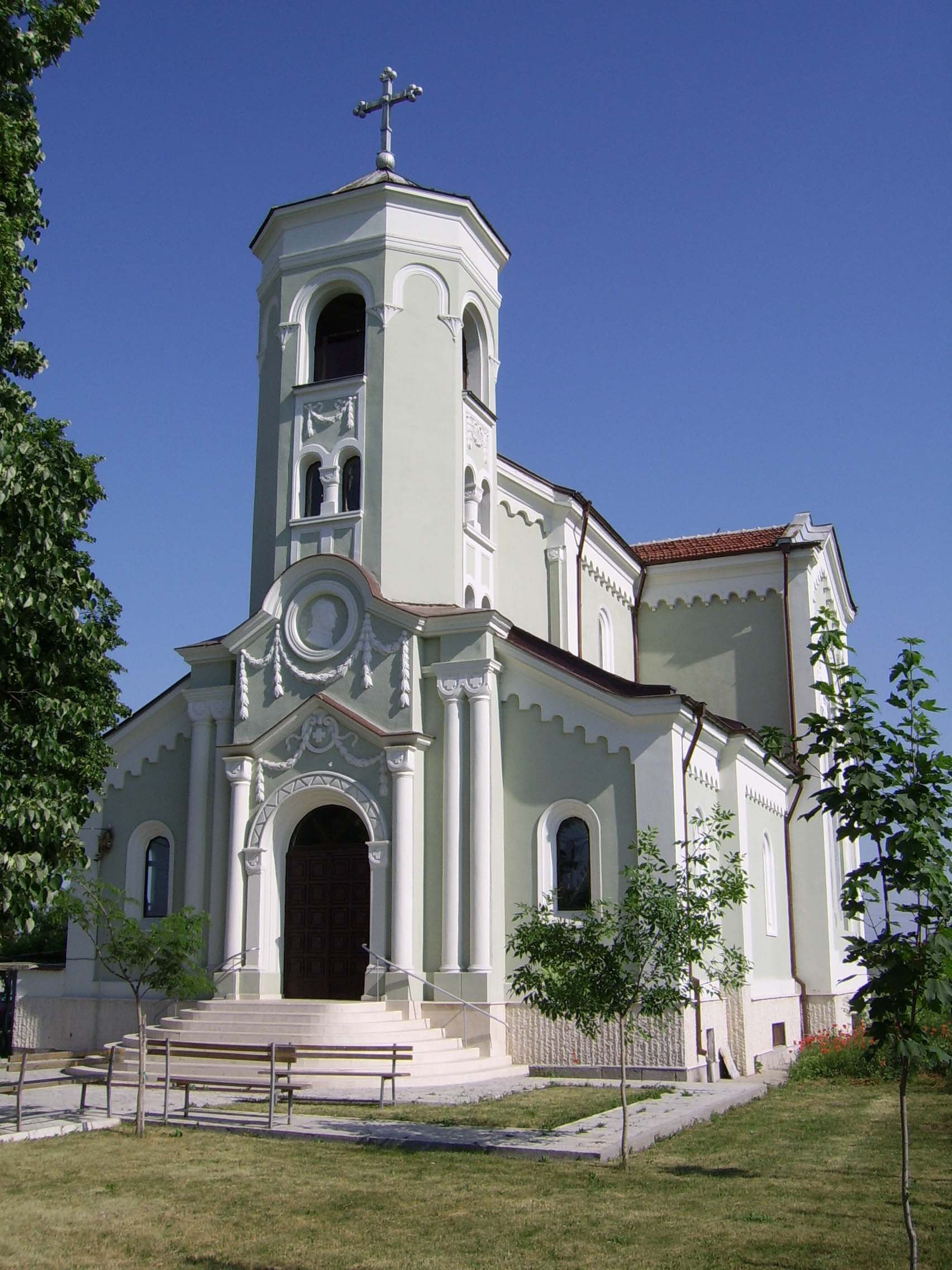
Католическая церковь